# Aneides flavipunctatus
Aneides flavipunctatus é uma espécie de salamandra da família Plethodontidae.
É endémica dos Estados Unidos da América.
Os seus habitats naturais são: florestas temperadas e campos de gramíneas de clima temperado.
Está ameaçada por perda de habitat.